# Monnickendam

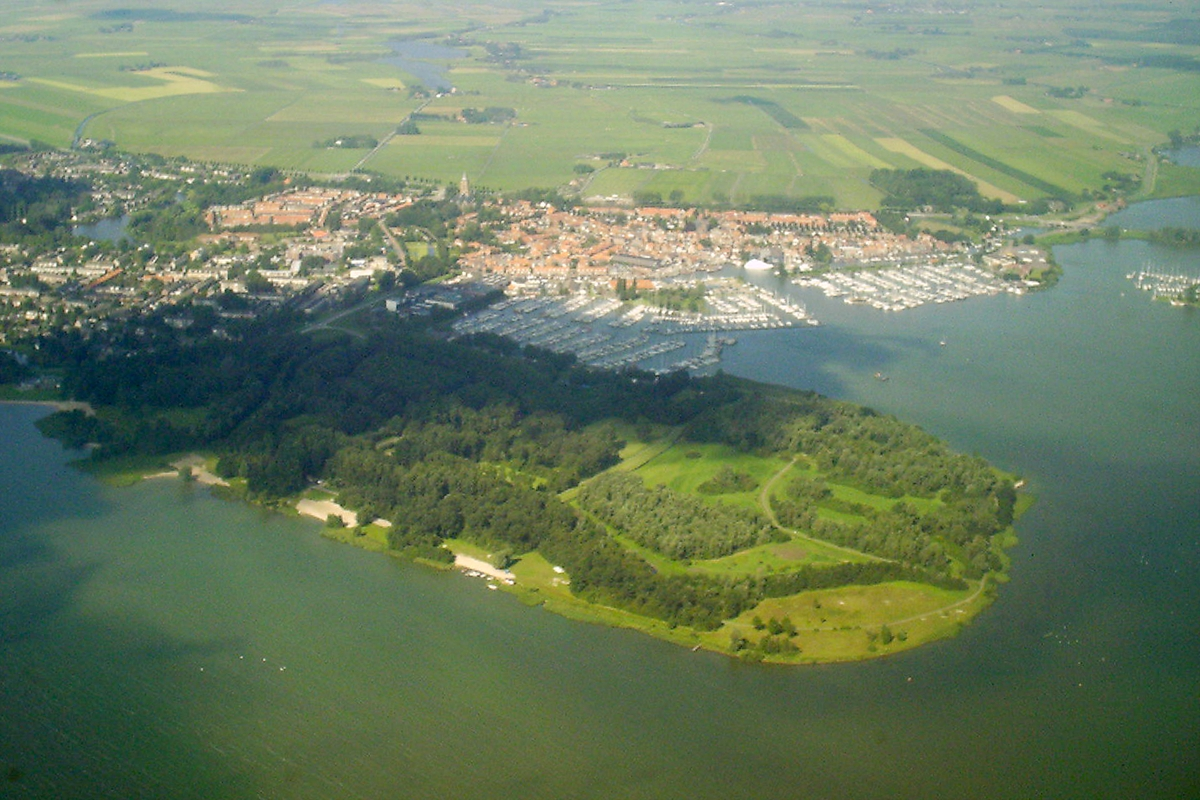
Monnickendam in vogelvlucht

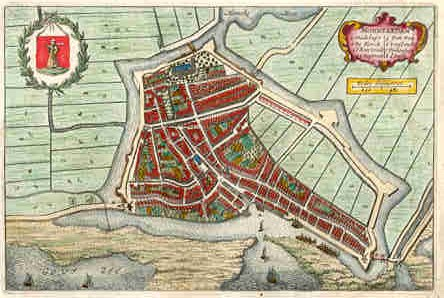
Joan Blaeu. Plattegrond van Monnickendam 1649

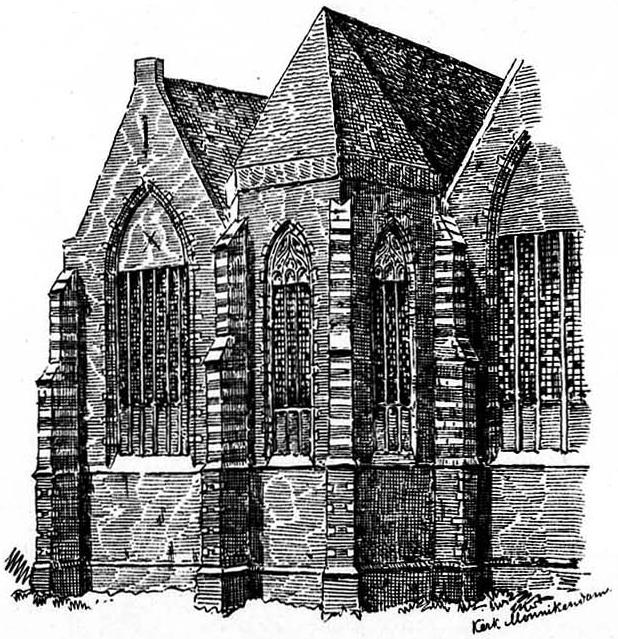
A.W. Weissman Grote Kerk 1883

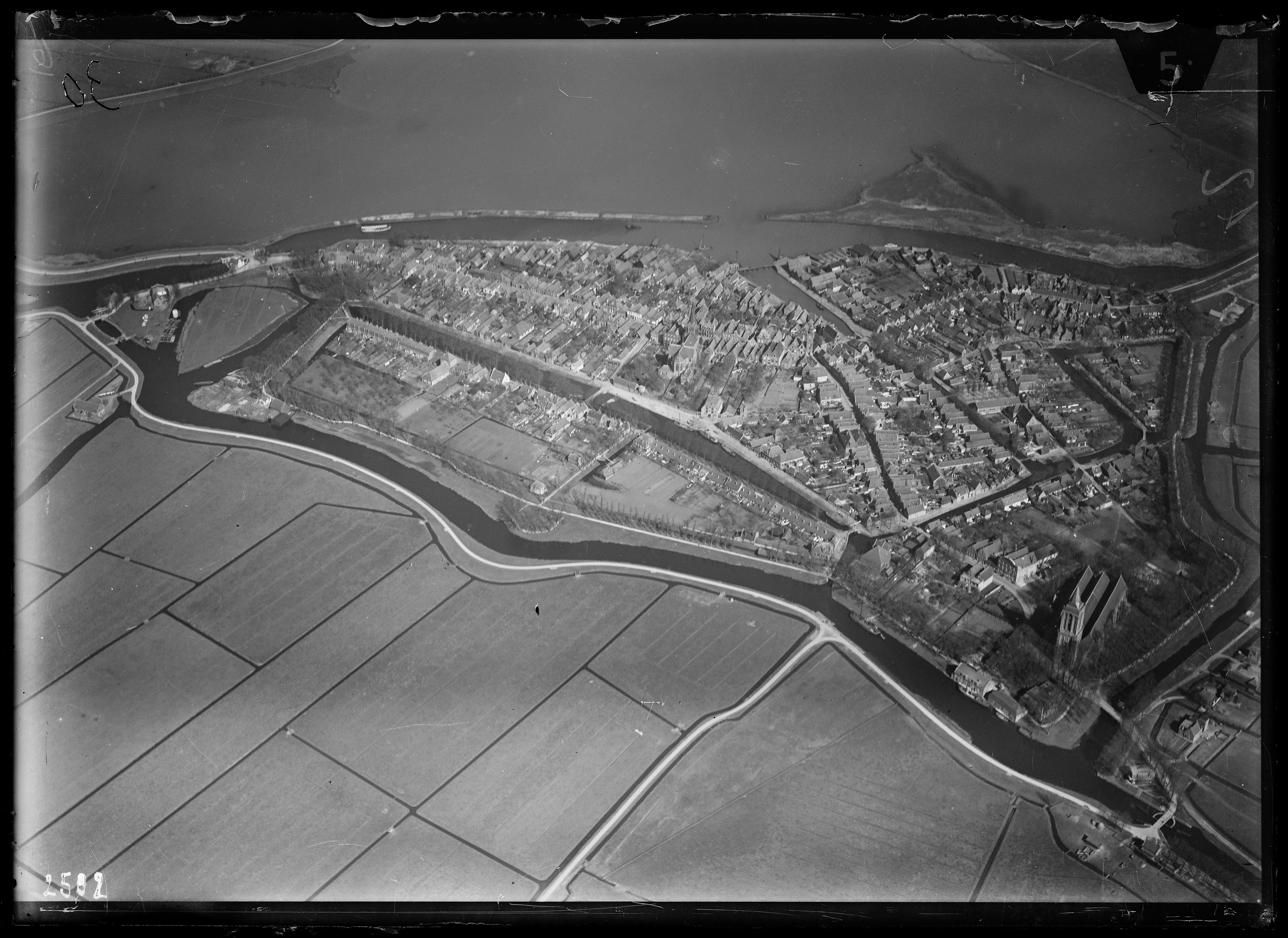
Luchtfoto van Monnickendam in de periode 1920-1940.

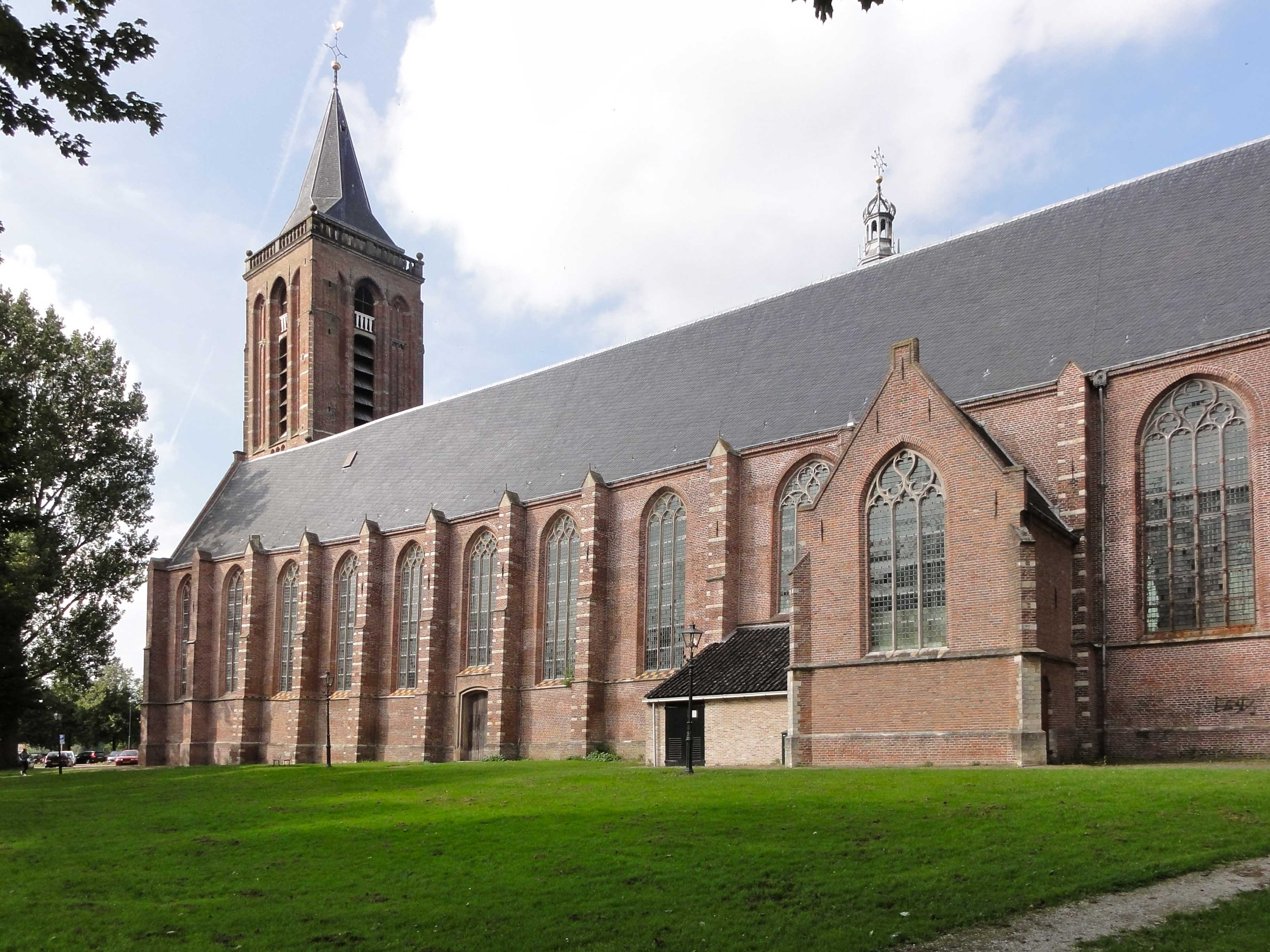
Grote kerk in 2012

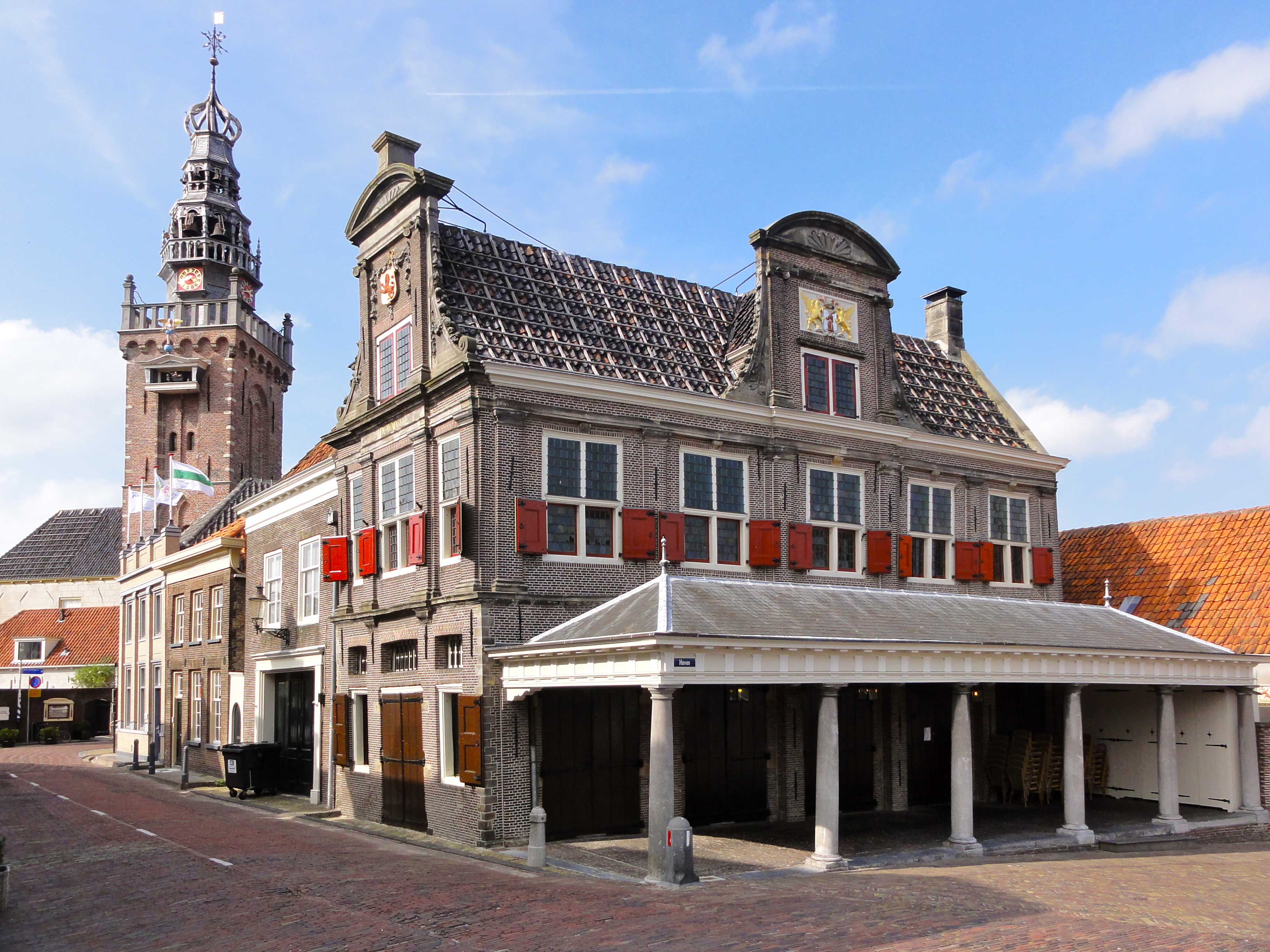
Speeltoren (links) en Waag (rechts) anno 2012

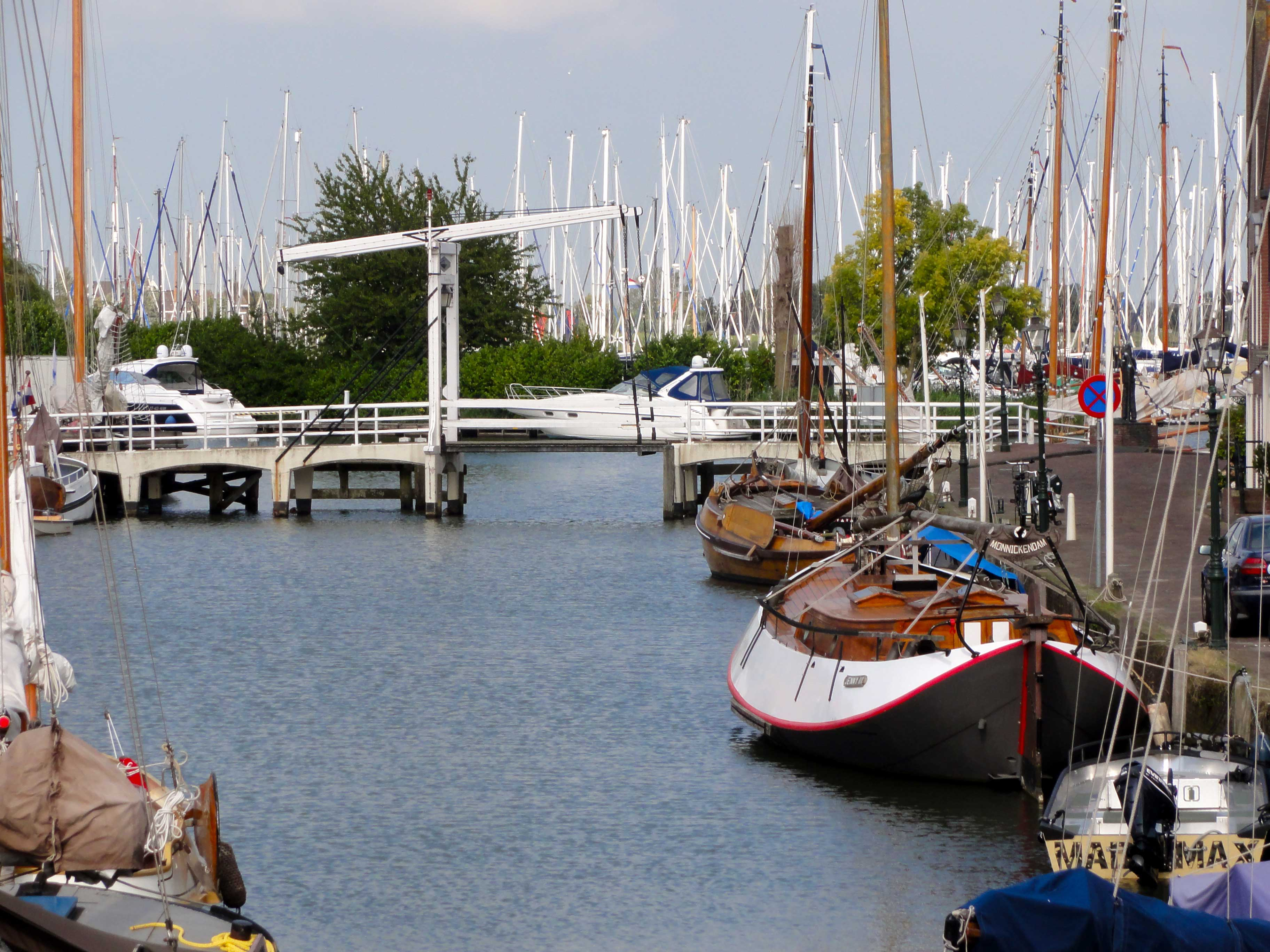
Haven met de Langebrug

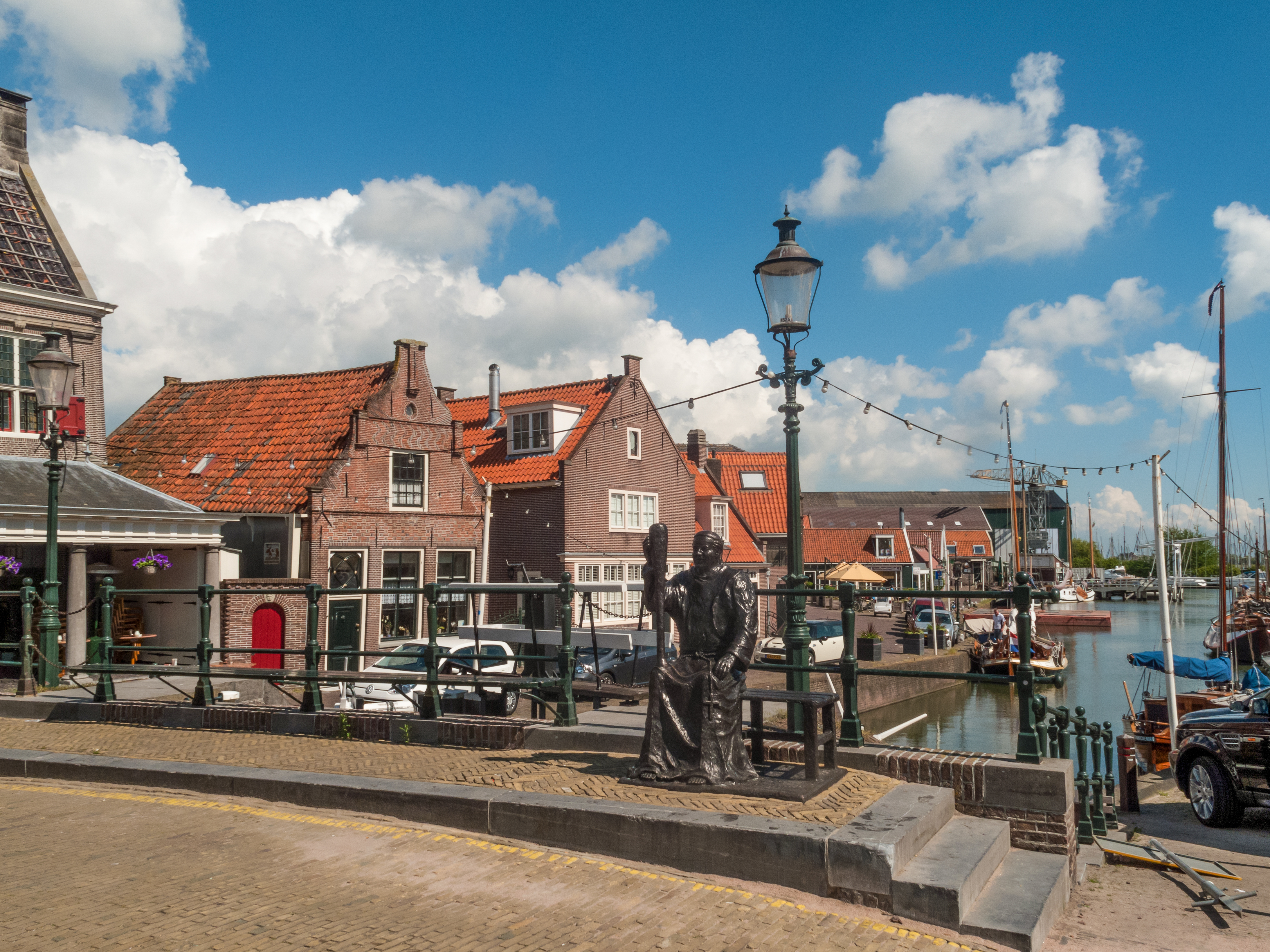
Sculptuur van een monnik, gemaakt door de stadskunstenaar Rob Cerneus, op de sluisbrug nabij de Waag.

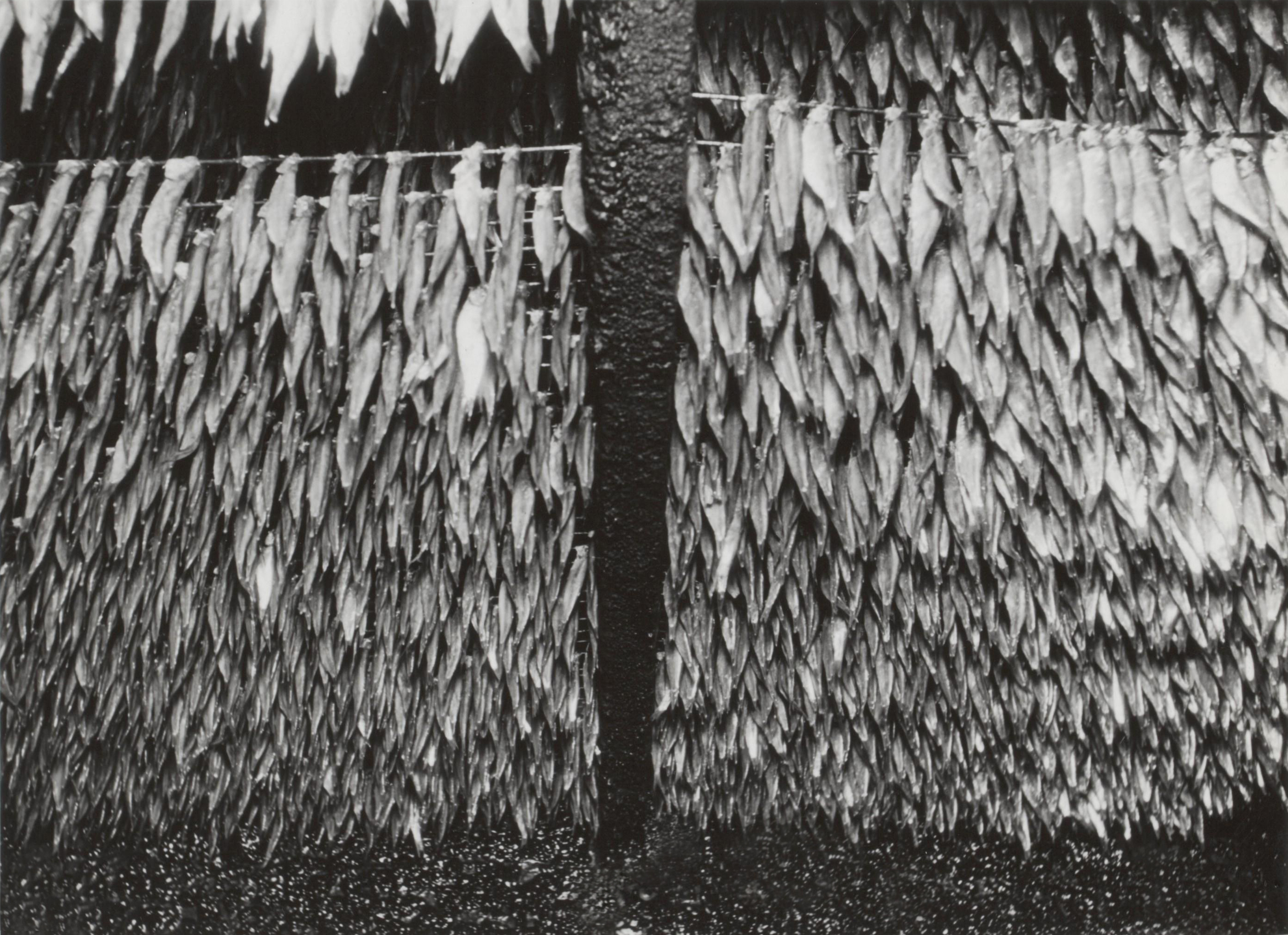
Sprot in visrokerij van Monnickendam (1941)

Monnickendam is een stad in de gemeente Waterland, gelegen aan de Gouwzee in de Nederlandse provincie Noord-Holland. De stad was tot 1 januari 1991 een zelfstandige gemeente en werd per die datum opgenomen in de nieuw gevormde gemeente Waterland.

## Geschiedenis
Monnickendam ontstond op de plek waar een veenriviertje uitmondde in het Almere, tot in de 13e eeuw de voorganger van de Zuiderzee. Mogelijk zou er door premonstratenzer monniken van het Friese klooster Mariëngaarde hier een dam zijn gelegd. Rond 1275 stond hier kasteel Zwanenburg (of Swaensborch). Monnickendam werd voor het eerst genoemd in 1288.

### Naamgeving
Er zijn twee mogelijke verklaringen voor de naam:
1. Op dammen in een vestinggracht werden weleens stenen torentjes geplaatst om het (illegaal) oversteken van dam te bemoeilijken. Omdat die torentjes ook wel monniken werden genoemd zou Monnickendam daarom zo genoemd kunnen zijn.
2. Tot in de dertiende eeuw stond het gebied onder invloed van het Friese Norbertijner klooster Mariëngaarde. Monniken uit dit klooster bezorgden Monnickendam mogelijk zijn naam. In het wapen van Monnickendam komt een monnik voor.

### Stadsrechten
Op 25 februari 1355 – de dag na Sint Matthijsdag – verkreeg Monnickendam van de graaf van Holland, Willem V, handvesten en privileges, ook wel stadsrechten genaamd. Monnickendam vielen belangrijke voorrechten ten deel, waardoor het dorp samen met andere steden (van Holland) goed op de kaart kwam te staan. Het dorp Monnickendam vormde een eigen rechtskring met een eigen wetgeving, een eigen rechtspraak en een eigen bestuur. Dit betekende het begin van verdere groei. Een kerk werd gebouwd op de driesprong Kerkstraat, Noordeinde, Middendam. Tegenwoordig resteert alleen hiervan de Speeltoren.
In 1356 werd ook begonnen met de uitbreiding van het dorp tot stad en omstreeks 1400 werd nabij de huidige Grote of Sint-Nicolaaskerk een klooster gebouwd met de naam Mariëngaarde. De Grote Kerk of Sint-Nicolaaskerk is na 1400 gebouwd.
Het is niet zo eenvoudig een goed beeld te vormen van Monnickendam in de veertiende eeuw, omdat er geen afbeeldingen van bewaard zijn gebleven. Wel weten we dat Monnickendam in die tijd een duidelijke bestuurlijke of economische centrumfunctie en een bevolkingsomvang had, die rechtvaardigden dat het stadsrechten kreeg.
In 1575 werd de ommuring van het stadje vervangen door een omwalling met vier poorten en vier bastions. Op het bastion voor de Zuiderpoort werd later de joodse begraafplaats ingericht; daar is een restant van de muur nog aanwezig. Van de rest van de omwalling getuigt alleen de vesting, een wandelpad om het grootste gedeelte van de historische stad.
Het galgenveld van Monnickendam was gevestigd in 't Galge Riet voor de haven. Met als doel een afschrikwekkend voorbeeld voor het zeevarende volk wat de haven van Monnickendam binnenkwam.

### Branden
In de jaren 1499 en 1513 werd de stad door twee zware stadsbranden getroffen. Na de eerste brand bleven niet meer dan honderd huizen en de Grote Kerk behouden. Bij de tweede brand werden, evenals bij de eerste brand alleen de kerk, en verder een vrouwenklooster en enkele huizen daar in de buurt behouden. Op de speeltoren na, die ook nog verschillende keren is verbouwd en aangepast, is er momenteel in Monnickendam geen gebouw meer uit 1355.

### Pest
De pest woedde in 1451 en in 1513. In 1513 was er een pestepidemie die van Pinksteren tot oktober in Monnickendam huishield.

### Bedrijvigheid
Door de voortdurende stroming van het water vanuit de voormalige Zuiderzee naar de rivier de Purmer Ee (deze rivier stond in rechtstreekse verbinding met de achterliggende meren zoals Purmer, Beemster, Schermer tot aan Alkmaar) konden grote zeeschepen Monnickendam aandoen. Het gevolg was dat Monnickendam een bloeiende handel met de Oostzeelanden onderhield. Ook hiervan zijn nog kenmerken aanwezig. De Purmer Ee werd door de Nieuwendam afgesloten in 1401, de scheepvaart naar de meren ging voortaan via Edam.
Na 1575 maakte de stad een periode van bloei door. Nu nog herinneren gebouwen en straatnamen aan de bedrijvigheid van deze periode. In de binnenstad van het stadje staan tientallen monumentale panden. Het gebouw De Waag doet denken aan de kaasmakerijen en verschillende straatnamen aan onderdelen uit een bepaalde bedrijfsuitoefening. De huidige scheepswerf Hakvoort is de enige nog in Monnickendam aanwezige. Van de tientallen visrokerijen en inleggerijen is er ook maar eentje overgebleven, Gebr. de Boer in de Havenstraat, na het vertrek van zalmsrokerij Steur in 2021. Deze moest wijken voor de geplande woningbouw op het Galgenriet.
In 1633 kwam er via een nieuw gegraven trekvaart (via Broek in Waterland en Buiksloot) meer handel met Amsterdam. De trekvaart van Monnickendam via Edam naar Hoorn kwam in 1664 in gebruik. In Waterland kwam toen onder andere een uitgesproken stadsgerichte veeteelt op gang. Monnickendam had tot de zestiger jaren ook zo’n 10 boerderijen binnen de vestingen, er is er niet een meer van over.
In de 16e, 17e en 18e eeuw behoorde Monnickendam, net als Edam en Purmerend, tot de stemhebbende steden van het gewest Holland, waardoor het invloed kon uitoefenen op gewestelijk niveau. In 18e en 19e eeuw volgde een periode van stagnatie. Monnickendam kent geen grote traditie als het om visserij gaat. Veel sterker was haar positie in toelevering en afhandeling. Actieve scheepswerven kent de stad al sinds de 16e eeuw. Visverwerking was zeker in de tweede helft van de 19e en begin 20e eeuw een omvangrijke activiteit, een groot aantal rokerijen verwerkte de op de Zuiderzee gevangen vis. Twee historische rokerijen zijn overgebracht naar het Zuiderzeemuseum in Enkhuizen. Na de afsluiting van de Zuiderzee verdween de visverwerking terwijl recreatieve watersport sterk groeide.

### Gemeente Monnickendam
Sinds de Bataafse Republiek (1795-1806) werden naar Frans voorbeeld dorpen en steden gelijkgesteld in een nieuwe bestuursvorm met de naam gemeente. Het gemeentewapen werd in 1816 officieel vastgesteld. Halverwege de 19e eeuw had Monnickendam circa 2.500 inwoners waarvan meer dan 99% binnen de contouren van de stadswallen van vroeger woonden er werkten.
Tot 1940 werden delen van de stad gerenoveerd en vond er verdere nieuwbouw in de oude binnenstad plaats. Na 1959 werd de stad naar het zuiden uitgebreid. Monnickendam is uitgebreid met de volgende wijken: Oranjewijk, Markgouw, Ringshemmen, Ooster Ee, Binnengouw en Buitengouw (in volgorde van bouw). Monnickendam heeft ongeveer 9.715 inwoners.

### Gemeente Waterland
De gemeente Monnickendam ging in 1991 op in de gemeente Waterland. Het gemeentehuis, ontworpen door Alberts en Van Huut, staat aan de Pierebaan.
De gemeente Waterland bestaat naast Monnickendam uit de plaatsen (kernen):
- Marken
- Broek in Waterland
- Ilpendam
- Katwoude
- Overleek
- Watergang
- Uitdam
- Zuiderwoude
- Purmer (zuidelijk kwadraat)

## Wijken
- Binnenstad ('oud-Monnickendam')
- Oranjewijk
- Markgouw
- Ringshemmen
- 't Spil
- Ooster Ee
- Binnengouw
- Buitengouw
- Verspreide huizen
- De Purmer (zuidelijk kwadraat)

## Wapen
Van zilver beladen met een monnik in zijne natuurlijke kleur en kleding, staande op een terras van sijnople. Het schild gedekt met een krans van eikenloof en vastgehouden ter weerskanten door een griffioen.

## Spelling
De naam van de stad wordt pas sinds 1966 officieel gespeld als Monnickendam. Uit de tijd daarvoor kennen we allerlei spellingen: Monickendam, Monikendam, Monekiindamme, Monikedamme, Monicdam, Monekdam, Monickendamm, Monickendamme, Monickedamme, Munnekedam, Munnickendam, Munckedam, Monachodamum, Munnikendam, Monnikkendam, Monnikendam en Monnickendam.

## Musea en monumenten
Naast de eerder genoemde Grote- of Sint Nicolaaskerk staan er in Monnickendam een groot aantal monumenten. Een van deze monumenten is de Speeltoren aan het Noordeinde in Monnickendam met een beroemde beiaard. De Speeltoren is nu een onderdeel van het Waterlandsmuseum de Speeltoren.

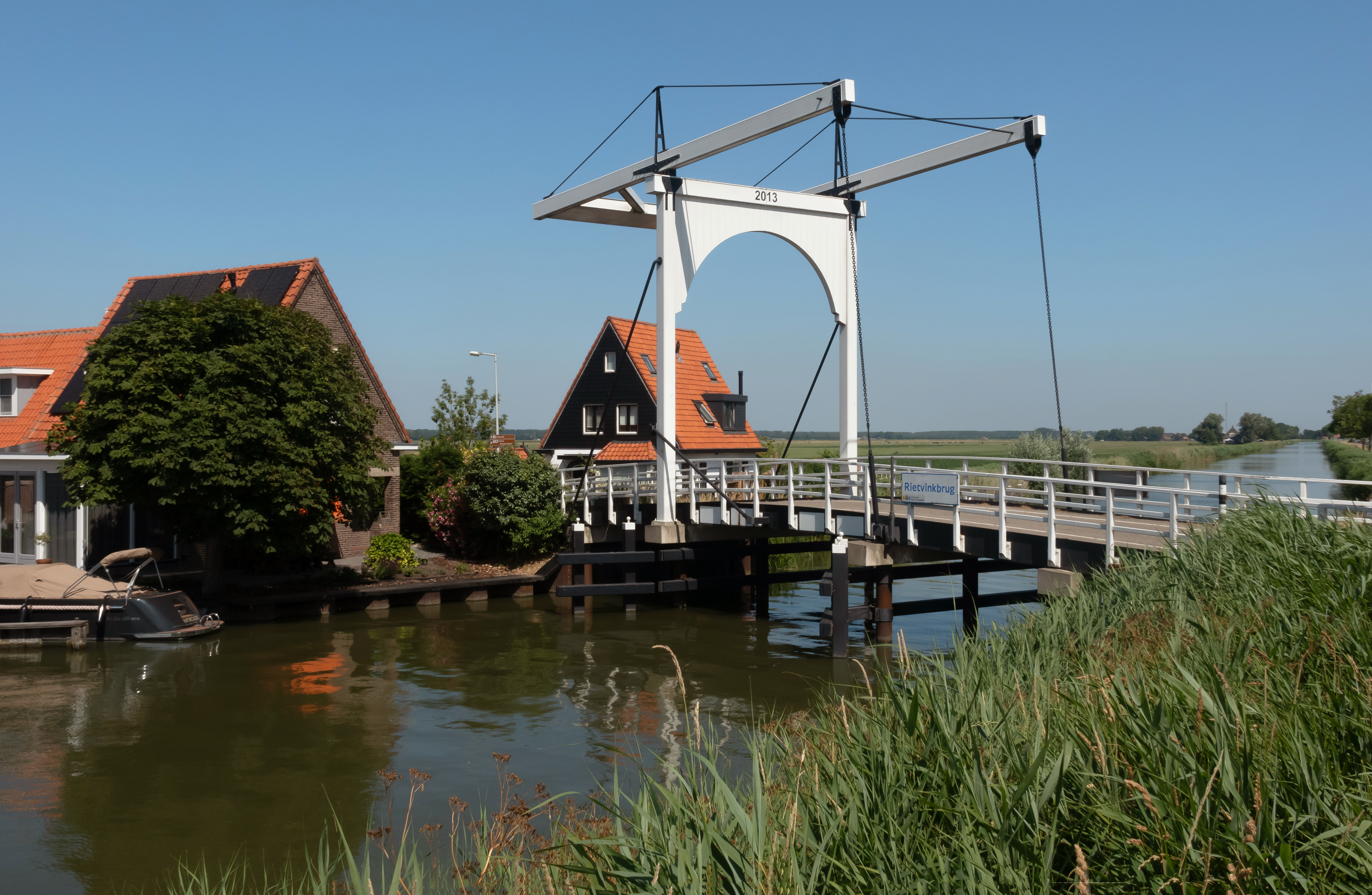
Ophaalbrug de Rietvinkbrug

Een deel van Monnickendam is een beschermd stadsgezicht.
Zie ook:
- Lijst van rijksmonumenten in Monnickendam
- Lijst van gemeentelijke monumenten in Monnickendam

## Verkeer en vervoer

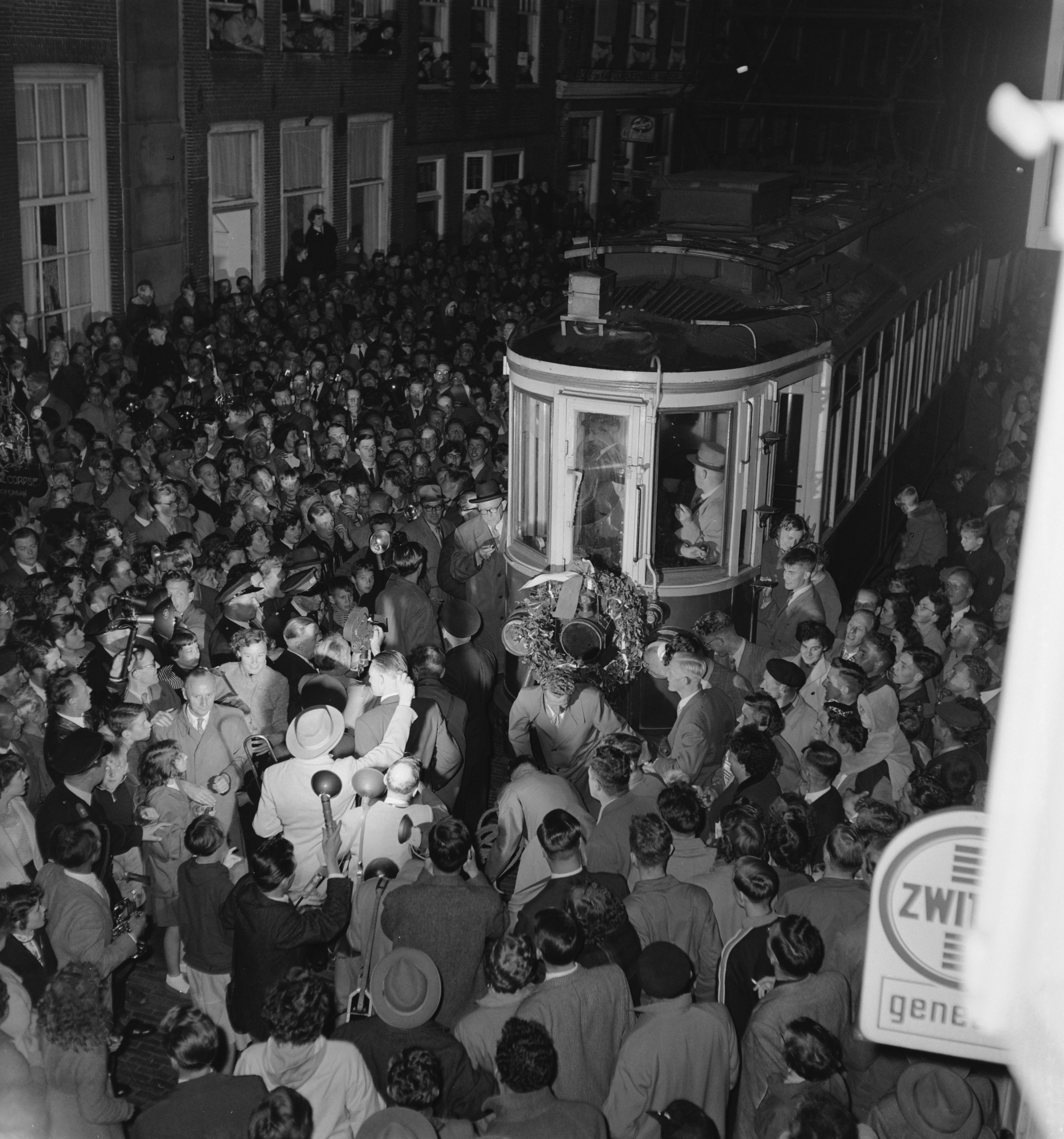
Laatste rit van de Waterlandse tram voor de opheffing, te Monnickendam; 29 september 1956.

Tot de komst van de stoomtram waren de trekschuit en de beurtveren de belangrijkste middelen van transport. De in 1884 geopende spoorlijn van Amsterdam naar Hoorn kwam via Purmerend te lopen en niet via Monnickendam. Van 1888 tot 1956 had Monnickendam een tramverbinding enerzijds naar Broek in Waterland en Amsterdam-Noord en anderzijds naar Edam en Volendam. De tram reed in Monnickendam via de Zarken, Kerkstraat en het Noordeinde dwars door de stad. Na opheffing van de tram namen busdiensten het vervoer over. Aanvankelijk door de NACO, na 1972 door de NZH, vanaf 1999 door Connexxion en vanaf 2005 door Arriva. Het busvervoer vanuit Monnickendam wordt sinds 11 december 2011 verzorgd door EBS; centraal punt is het busstation Swaensborch. Vanaf hier vertrekken diverse buslijnen naar onder andere Amsterdam. Monnickendam is gelegen aan de Provinciale weg 247 (N247) van Amsterdam naar Hoorn, dit is tevens de belangrijkste route voor de bussen van het streekvervoer.

## Geboren
- Wendelmoet Claesdochter (overleden 1927), protestant martelaar
- William Burck (1848-1910), botanicus
- Coenraad Kerbert (1849-1927), bioloog, directeur van dierentuin Artis
- Phonse van Daalen (1924-2017), beeldhouwer, keramist, tekenaar
- Hammy de Beukelaer (1930-2018), stuntman
- Harry de Vries (1956), politicus
- Marlou van Rhijn (1991), paralympisch atlete
- Marko Klok (1968), professionele volleyballer
- Martijn Kaars (1999), voetballer

## Historische Monnickendammers
- Cornelis Dirkszoon, burgemeester tijdens de Tachtigjarige Oorlog.
- Pieter Florisse (1602 of 1606 - 8 november 1658) was een Nederlands admiraal uit de 17e eeuw. Zijn naam wordt ook gegeven als Florissen, Floriszoon of Florisz. Geboren en woonachtig in Monnickendam tot zijn verhuizing naar Hoorn in januari 1654.
- Hermann Jung, beroemd predikant van de Evangelisch-Lutherse Kerk. Geboren waarschijnlijk te Brokreihe(-Nord) bij Hodorf (Holstein) omstreeks 1608. Begraven te Monnickendam op 7 juni 1678. Vriend van Jan Amos Comenius, correspondent van Philipp Jakob Spener. Hermann Jung ontwikkelde zich als predikant van de kleine lutherse gemeente te Monnickendam tot een belangrijk vertegenwoordiger van het vroege lutherse Piëtisme.
- Wendelmoet Claesdochter, eerste vrouwelijke martelaar tijdens de Reformatie. In 1527 te Den Haag veroordeeld tot de brandstapel.
- Simon Lambrechtszoon Mau, schipper van het Duyfken, die meeging op de eerste expeditie naar Nederlands-Indië, gebruikmakend van de route Om de Zuid, oftewel om Afrika heen.

## Secundaire literatuur
- Reinhard Breymayer: 'Jung (Junge, Jungius), Hermann', in: Biografisch lexicon voor de geschiedenis van het Nederlandse protestantisme, deel 4 (Kampen 1998) 239-240;
- J.L. Klaufus: 'Hermann Jung', in: Documentatieblad lutherse kerkgeschiedenis 1 (1987), 38-41.